# Christophe Dubois (journaliste)
Pour les articles homonymes, voir Christophe Dubois et Dubois.
Christophe Dubois, né le 18 août 1968 à Valenciennes, est un journaliste français.

## Biographie
Christophe Dubois est titulaire d'une maîtrise d'information et communication (Lille 3). Il a commencé sa carrière dans le nord (Nord Eclair) avant de travailler dans plusieurs journaux nationaux (InfoMatin, VSD, Le Parisien-Aujourd'hui en France). 
Au Parisien, il était chargé au sein du service "investigation" des questions de police, affaires politico-financières… Il a démissionné du Parisien en 2007 pour prendre en charge le service "Informations générales" d'un quotidien lancé en France par le groupe allemand Axel Springer, un projet de "Bild à la française" qui a finalement été abandonné.
En 2006, journaliste au magazine Sept à huit de TF1, il est l'auteur, avec Christophe Deloire, d'un essai consacré aux mœurs affectives de la classe politique française, Sexus Politicus (Albin Michel, 2006).
En 2009, il a publié L'argent des politiques : Les enfants gâtés de la République avec une journaliste du Journal du dimanche, Marie-Christine Tabet.